# Kazuto Iizawa
Kazuto Iizawa (japanisch 飯澤 千翔 Iizawa Kazuko; * 2. Februar 2001 in Isehara) ist ein japanischer Leichtathlet, der im Mittel- und Langstreckenlauf an den Start geht. 2025 wurde er in Gumi Asienmeister im 1500-Meter-Lauf sowie 2023 Hallenasienmeister.

## Sportliche Laufbahn
Erste internationale Erfahrungen sammelte Kazuto Iizawa im Jahr 2022, als er beim Michitaka Kinami Memorial Athletics Meet in 3:38,55 min im 1500-Meter-Lauf siegte. Im Jahr darauf gewann er dann bei den Hallenasienmeisterschaften in Astana in 3:42,83 min die Goldmedaille. Kurz zuvor stellte er in Boston mit 3:56,01 min einen neuen Asienrekord über die Meile in der Halle auf. 2025 siegte er in 3:42,56 min bei den Asienmeisterschaften in Gumi.
In den Jahren 2022 und 2024 wurde Iizawa japanischer Meister im 1500-Meter-Lauf.

## Persönliche Bestleistungen
- 1500 Meter: 3:35,62 min, 8. Juni 2024 in Hiratsuka
  - 1500 Meter (Halle): 3:42,21 min, 28. Februar 2020 in Boston
  - Meile (Halle): 3:56,01 min, 4. Februar 2023 in Boston (Asienrekord)